# 징후 및 증상
징후 및 증상은 질병, 부상 또는 상태에서 관찰 또는 감지 가능한 신호다.
징후는 객관적이고 외부에서 관찰 가능하다. 증상은 사람이 보고한 주관적 경험이다. 예를 들어 징후는 정상보다 높거나 낮은 체온, 상승 또는 하락된 혈압 또는 의학촬영에 나타나는 이상일 수 있다. 증상은 두통 또는 신체의 다른 통증과 같이 개인이 경험하는 평범하지 않은 것이다.
의학적 징후는 신체검사 중에 발견할 수 있는 질병, 부상 또는 의학적 상태를 객관적으로 관찰할 수 있는 표시이다. 이러한 징후는 발진이나 타박상과 같이 눈에 보이거나 청진, 혈압 측정하는 것과 같이 감지할 수 있다. 증상과 함께 의학적 징후는 진단을 내리는 데 도움이 된다.
증상은 통증이나 현기증과 같이 느끼거나 경험한 것이다. 징후와 증상은 상호 배타적이지 않다. 예를 들어 주관적인 열감은 높은 수치를 기록하는 온도계를 사용하여 징후로 기록할 수 있다. CDC는 고열, 결막염, 기침을 포함하는 홍역과 며칠 후 홍역 발진이 뒤따르는 홍역과 같은 징후와 증상에 따라 다양한 질병을 나열한다.
기본 징후와 증상은 특이적이다. 기본 징후 또는 기본 증상은 질병의 주요 징후 또는 증상을 나타낼 수도 있다. 비정상적인 반사는 신경계에 문제가 있음을 나타낼 수 있다. 징후와 증상은 예를 들어 임신의 징후와 증상 또는 탈수 증상을 언급할 때와 같이 질병의 맥락을 벗어난 생리학적 상태에도 적용된다. 때때로 질병이 무증상인 것으로 알려졌을 때 어떠한 징후나 증상도 보이지 않고 존재할 수 있다. 스캔을 포함한 검사를 통해 장애를 발견할 수 있다. 감염은 여전히 전염될 수 있는 무증상일 수 있다.
징후와 증상은 종종 비특이적이지만 일부 조합은 특정 진단을 암시할 수 있어 무엇이 잘못될 수 있는지 범위를 좁히는 데 도움이 된다. 장애와 관련될 수 있는 특정 징후 및 증상 세트를 증후군이라고 한다. 근본 원인이 알려진 경우 증후군은 예를 들어 다운 증후군 및 누난 증후군으로 명명된다. 급성 관상동맥 증후군과 같은 다른 증후군에는 여러 가지 가능한 원인이 있을 수 있다.

## 관련 용어

### 정적증상과 부적증상
또한 감각 증상은 얼얼하거나 가려운 것과 같이 증상이 비정상적으로 발현하는지 아니면 후각 상실과 같이 비정상적으로 결여되었는지에 따라 정적증상(positive symptom)이나 부적증상(negative symptoms)으로 정의할 수 있다. 다음은 부적증상을 가리킨다. 감각저하(hypoesthesia)는 압력, 터치, 따뜻함, 차가움과 같은 평범한 자극에 대한 민감도의 일부 상실을 말한다. 마취(anesthesia)는 따끔하게 쿡 찌르는 강력한 자극에 대하여서도 민감도를 완전히 상실한 것을 말한다. 무통각증(hypoalgesia 혹은 analgesia)은 통증 자극에 대한 감지 상실이다.
또한 조현병과 같은 정신병의 경우에도 정적증상과 부적증상으로 나뉘기도 한다. 정적증상은 조현병에서 나타나며 대부분은 정상적으로 경험하지는 않는 것들로, 정상적 기능의 과잉 혹은 왜곡을 반영한다. 예로는 환각, 망상, 기이 행동(bizarre behavior)이 있다. 부적증상은 무감정증(apathy)이나 무욕증(anhedonia)처럼 기능이 정상적으로 발견되지만 위축되어 있거나 없는 것을 말한다.